# نخل ابراهیمی
نخل ابراهیمی، روستایی در دهستان تیاب بخش تیاب شهرستان میناب در استان هرمزگان ایران است. این روستا، مرکز دهستان تیاب است.

## جمعیت
بر پایه سرشماری عمومی نفوس و مسکن در سال ۱۳۹۵، جمعیت این روستا برابر با ۲٬۰۹۴ نفر (۶۰۶ خانوار) بوده‌است.